# Колледж имени Джорджа Брауна
Колледж прикладного искусства и технологии им. Джорджа Брауна — государственный, полностью аккредитованный колледж прикладного искусства и технологии, имеющий 3 кампуса в центре Торонто (Онтарио, Канада). Как и многие другие колледжи в Онтарио, GBC был основан в 1966 году правительством Онтарио и открыт в следующем году.

## Программы
Колледж имени Джорджа Брауна предлагает широкий спектр программ в области искусства и дизайна, бизнеса, общественных услуг, дошкольного образования, строительных и инженерных технологий, наук о здоровье, гостинично-туристского и кулинарного искусства, подготовительных исследований, а также специализированных программ и услуг для недавних иммигрантов и международных студентов.
Колледж предлагает 35 дипломных программ, 31 программу продвинутых дипломов, а также восемь программ на получение степени, в том числе одну в сотрудничестве с Университетом Райерсона. Колледж предлагает следующие степени:
- Бакалавр перевода — американский жестовый язык — английский[1]
- Бакалавр прикладного искусства — лидерство в раннем детстве
- Дошкольное образование (последовательный диплом / степень)
- Бакалавр наук в сестринском деле
- Бакалавр коммерции — финансовые услуги
- Бакалавр коммерции — кулинарный менеджмент
- Бакалавр прикладного бизнеса — гостиничный бизнес
- Бакалавр технологии — управление строительством[2]

В настоящее время[когда?] насчитывается около 25 888 студентов дневной формы обучения, в том числе 3553 иностранных студентов, а также 3729 студентов, занятых неполный рабочий день, и 62 840 студентов, обучающихся по программе непрерывного образования.
Также колледж имени Джорджа Брауна имеет 15 000 студентов, обучающихся по системе дистанционного образования, находящихся в более чем 35 странах. Самая популярная программа дистанционного обучения, предлагаемая колледжем, — это отмеченная наградами программа дистанционного обучения «Техник-электронщик», разработанная доктором Колином Симпсоном.

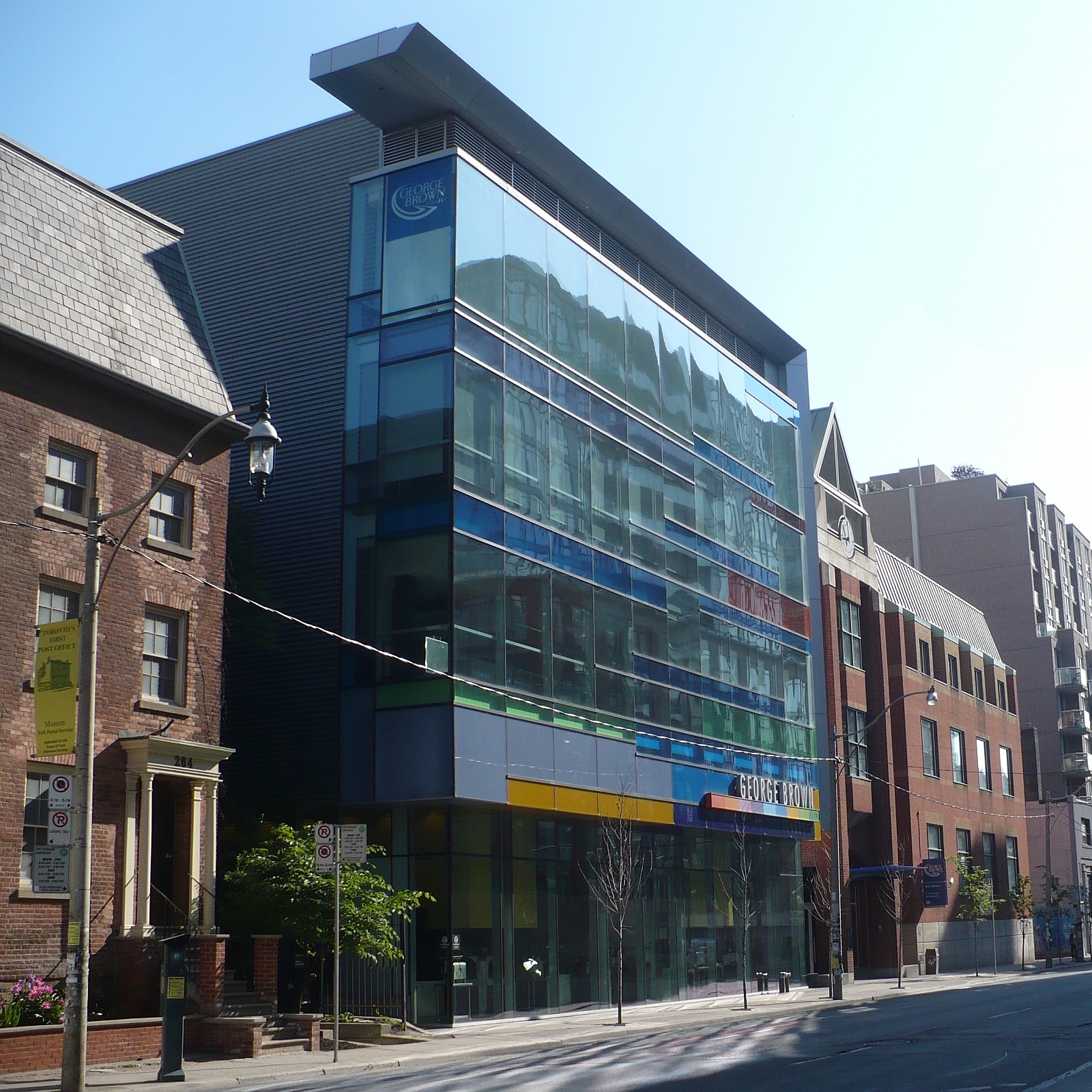
Школа шеф-поваров колледжа им. Джорджа Брауна